# Phyllocoptes vaccinii
Phyllocoptes vaccinii är en spindeldjursart som först beskrevs av Flögel och Goosman 1933.  Phyllocoptes vaccinii ingår i släktet Phyllocoptes, och familjen Eriophyidae. Arten är reproducerande i Sverige.